# 躍進日本大博覧会
『躍進日本大博覧会』(やくしんにほんだいはくらんかい) とは、1936年 (昭和11年) に岐阜県岐阜市で開催された岐阜市主催の博覧会。戦前の国内では最後期に開催された。
それ以前に岐阜市で開催された博覧会は、1925年 (大正14年) の大正天皇銀婚式奉祝国産共進会がある。

## 概要
1936年 (昭和11年) 3月25日から5月15日 (52日間) まで開催された。会場は岐阜公園及び長良川畔 (現在の鵜飼い大橋～忠節橋一帯と推測される) 。展示館は30～40館あったと推測される。またイベントとして関の孫六の流を汲む刀都関の名匠の刀剣鍛錬、忠節用水にて鵜飼 (長良川鵜飼) が実演されている。鵜飼は通常夜間行われるが、この時は昼間に行われた。近代科学と観光岐阜を紹介し地域振興を図るために開催されたが、時局を反映して軍事を啓発する内容の博覧会であった。入場者総数は193.2万人。当時の資料はほとんどが太平洋戦争の岐阜空襲で焼失している。

## 主な展示館・施設

### 展示館
- 岐阜県館
- 岐阜市館
- 郷土館
- 愛知名古屋館
- 近代科学館
- 第一産業本館
- 第二産業本館
- 林業館
- 農林館
- 国防館
- 教育健康館
- 通信ラジオ館
- 昆虫館
- 水族館
- 観光館
- 世界新聞館
- 専売局タバコ館
- 宗教館
- 国産館
- 台湾館
- 満州国館
- 朝鮮館

### 施設
- 関刀剣鍛錬場
- 野外演舞場
- 演芸館
- 外国余興館
- 子供の国
- 森永特設売店

## 結果と現在
- 台湾館で飼育展示されていたタイワンリスの一部が逃げ出し、金華山で野生化している。1965年（昭和40年）に開園した「金華山リス村」のタイワンリスは、この野生化したリスの子孫を餌付け調教したものである[2]。
- 主要会場の岐阜公園内に設置されていた柴田佳石作「噴水の女神像」は[3]、1942年 (昭和17年) に金属類回収令で撤去された。現在の「岐阜市歴史博物館」前に設置されている「噴水の女神像」は1949年（昭和24年）に再建された二代目である[4]。
- 展示されていた海軍大将東郷平八郎像は、六條神社に現存する[5]。